# Christopher Amott

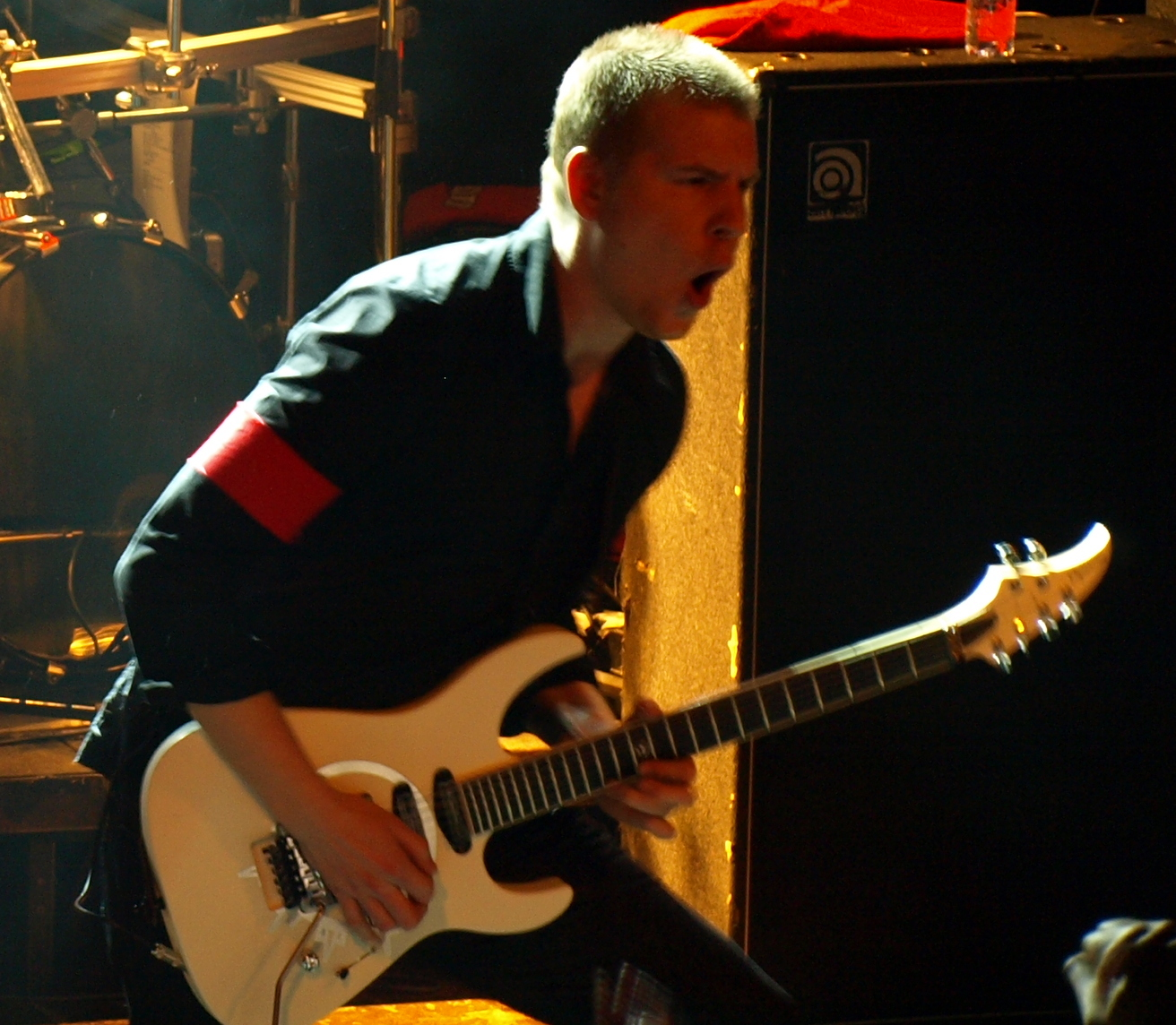
Christopher Amott

Christopher Amott (Halmstad, Zweden, 23 november 1977) is een Zweeds gitarist en speelt, net als zijn oudere broer Michael Amott, bij de band Arch Enemy. In tegenstelling tot Michael, die in Groot-Brittannië geboren is, is Christopher in Zweden geboren. Geïnspireerd door Michaels toenmalige band, Carcass, begon Christopher op 14-jarige leeftijd zelf met gitaarspelen. Hij speelde al snel in een aantal lokale bandjes, tot in 1996 Michael en Johan Liiva Arch Enemy oprichtten. Ook Christopher kwam bij de band. Naast Arch Enemy richtte hij de band Armageddon op, waarmee hij een aantal albums opnam en redelijk succesvol werd. In 2005, vlak na de opnamen van Doomsday Machine, verliet Christopher Arch Enemy omdat hij behoefte had aan iets anders, en omdat hij zich meer en meer buitengesloten voelde. Ook stopte hij met Armageddon. De volgende twee jaar gaf hij muziekles in Zweden. In een interview zei hij dat hij nog steeds iedere dag gitaar speelde, en dat als hij iets opnam, het geen metal zou zijn. Hij veranderde echter van gedachte en kwam in 2007 terug als vast lid bij Arch Enemy voor de opnamen van het album Rise of the Tyrant.

## Discografie
Arch Enemy
- Black Earth (1996)
- Stigmata (1998)
- Burning Bridges (1999)
- Burning Japan Live (1999)
- Wages of Sin (2001)
- Burning Angel (2002)
- Anthems of Rebellion (2003)
- Dead Eyes See No Future (2004, ep)
- Doomsday Machine (2005)
- Rise of the Tyrant (2007)
- Tyrants Of The Rising Sun (2008)
- The Root of all Evil (2009)
- Khaos Legions (2011)

Armageddon
- Crossing the Rubicon (1997)
- Embrace the Mystery (2000)
- Three (2002)
- Captivity & Devourment

Solo
- Follow Your Heart (2010)
- Impulses (2012)

- International Standard Name Identifier: 0000 0003 7194 4730
- MusicBrainz: b1613a2d-8a23-46ac-88b4-52f02c6ef5a1
- Nationale Bibliotheek van Tsjechië: xx0087846
- Virtual International Authority File: 85884667